# Solo Leveling
Solo Leveling (나 혼자만 레벨업?, Na honjaman reber-eopLR; lett. "Soltanto io salgo di livello") è una serie di light novel sudcoreana scritta e illustrata da Chugong, che narra le vicende dell'Hunter Sung Jinwoo e delle prove che deve affrontare per diventare più forte. È stata serializzata a partire dal 2016 sulla piattaforma digitale KakaoPage ed è stata successivamente pubblicata in formato cartaceo dalla D&C Media sotto l'etichetta Papyrus dal 25 luglio dello stesso anno.
Dal 4 marzo 2018 al 29 dicembre 2021 è stato pubblicato in formato webtoon, sempre sulla piattaforma KakaoPage, un adattamento manhwa della serie, disegnato da DUBU del Redice Studio. In Italia, la serie è stata annunciata da Star Comics, che ha iniziato a pubblicarla dal 21 aprile 2021.
Un adattamento anime della serie, prodotto da A-1 Pictures, è stato trasmesso dal 6 gennaio al 30 marzo 2024. Una seconda stagione è andata in onda dal 4 gennaio al 29 marzo 2025. Un drama coreano è in fase di sviluppo e nell'aprile 2023 Kakao ha annunciato un sequel intitolato Solo Leveling: Ragnarok, con la web novel pubblicata su KakaoPage il 10 aprile 2023 e un adattamento webtoon presentato in anteprima nel 2024. Un videogioco di ruolo è stato sviluppato presso Netmarble, pubblicato nel maggio 2024.

## Trama
Sono trascorsi oltre dieci anni da quando sono iniziati a comparire sulla Terra i Gate, portali che conducono a dungeon dove dimorano mostri di varie razze. Una volta che si apre un Gate, l'unico modo per chiuderlo è sconfiggere il boss del dungeon ad esso collegato; se non si fa ciò entro sette giorni si verifica un Dungeon Break, ovvero il dungeon smette di confinare i mostri al suo interno e li lascia raggiungere la Terra. Il potere magico che sprigiona ciascun Gate è un indicatore della sua pericolosità e si classifica con uno tra i seguenti gradi via via decrescenti: S, A, B, C, D ed E. Allo stesso modo è classificato il potere che si manifesta in alcuni esseri umani, i cosiddetti "risvegliati", i quali sono gli unici che possono affrontare i mostri nei dungeon intraprendendo la carriera di Hunter.
A Seoul il giovane Sung Jinwoo è un risvegliato di grado E che lavora come Hunter per mantenere la sorella minore e pagare le spese mediche della madre. Poiché fa difficoltà a sopravvivere in qualsiasi dungeon, ha la nomea di "arma più debole dell'umanità". Un giorno si addentra insieme ad altri Hunter in un dungeon di grado D e li aiuta a sconfiggerne il boss. Nonostante ciò, il Gate del dungeon resta aperto e il gruppo trova una sala dove viene sottoposto a tre prove mortali durante le quali Jinwoo si sacrifica per consentire agli altri di fuggire. Mentre è in fin di vita, Jinwoo vede una schermata di sistema che gli propone di diventare un Player senza spiegargli cosa significhi questo termine. Accetta la proposta e, risvegliatosi illeso fuori dal dungeon, si accorge di avere ottenuto la possibilità di diventare sempre più forte acquisendo punti esperienza e salendo di livello.

## Personaggi e interpreti
- Sung Jinwoo (성진우?), doppiato da Taito Ban (ed. giapponese), Federico Campaiola (ed. italiana).
 Protagonista della storia.

## Media

### Light novel
Inizialmente pubblicata nel 2015 sul sito dell'etichetta Papyrus della D&C Media a scopo pubblicitario, la light novel è stata serializzata sulla piattaforma online KakaoPage a partire dal 25 luglio 2016 per poi terminare il 13 marzo 2018 con duecentosettanta capitoli. La versione cartacea della serie è stata pubblicata sempre sotto l'etichetta Papyrus a partire dal 4 novembre 2016, per un totale di quattordici volumi al 18 aprile 2018.
Tra il 21 dicembre 2018 e il 24 giugno 2019 è stata pubblicata online anche una traduzione ufficiale in inglese del romanzo con il titolo Only I Level Up (Solo Leveling), a cura del sito Webnovel, mentre la prima edizione in inglese cartacea, curata da Yen Press, ha iniziato la sua serializzazione il 16 febbraio 2021.
In Italia la serie è stata annunciata da Star Comics durante il Napoli Comicon 2024 e verrà pubblicata a partire dal 23 settembre 2025 nella collana Novel.
| 1  | 4 novembre 2016 | ISBN 979-1-17033-666-2 | 23 settembre 2025 | ISBN 978-88-226-5648-3 |
| 1  | Capitoli - Capitoli 1-22 |                        |                   |                        |
| 1  | Trama Sung Jinwoo viene invitato insieme a Joohee Lee da un gruppo di Hunter guidato da Chiyul Song e si prepara per entrare in un portale di grado D apparentemente normale. |                        |                   |                        |
| 2  | 4 novembre 2016 | ISBN 979-1-17033-667-9 | —                 | —                      |
| 2  | Capitoli - Capitoli 23-45 |                        |                   |                        |
| 2  | Trama Jinwoo, appena uscito d'ospedale si ritrova a corto di soldi e decide di entrare in altri portali per guadagnare qualcosa. Successivamente incontra per la prima volta Yoo Jin-Ho insieme ad un particolare gruppo di Hunter capeggiato da Hwang Dong-Suk il quale gli propone di entrare con loro in un portale, promettendogli una ricompensa. |                        |                   |                        |
| 3  | 21 dicembre 2016 | ISBN 979-1-17033-755-3 | —                 | —                      |
| 3  | Capitoli - Capitoli 46-64 |                        |                   |                        |
| 3  | Trama Il protagonista entra in un portale pieno di goblin insieme ad alcune vecchie conoscenze e ad alcuni prigionieri sorvegliati da un membro dell'associazione coreana degli Hunter al quale viene precedentemente commissionato un omicidio. In seguito il protagonista accetta di completare alcuni portali di grado C insieme a Jin-Ho.          |                        |                   |                        |
| 4  | 25 gennaio 2017 | ISBN 979-1-17033-858-1 | —                 | —                      |
| 4  | Capitoli - Capitoli 65-82 |                        |                   |                        |
| 4  | Trama Il protagonista accetta una missione che lo avrebbe ricompensato con il passaggio di classe e con diverse abilità e viene trasportato all'interno di un portale per svolgerla. Successivamente partecipa ad un raid organizzato dalla gilda Tigre Bianca ma la situazione degenera improvvisamente.                                              |                        |                   |                        |
| 5  | 23 febbraio 2017 | ISBN 979-1-17033-911-3 | —                 | —                      |
| 5  | Capitoli - Capitoli 83-101 |                        |                   |                        |
| 5  | Trama Entrato in possesso di una chiave per un portale di alto livello, Jinwoo decide di entrare per provare a completarlo da solo e trova al suo interno 100 piani aventi difficoltà crescente. Uscito dal portale si reca all'associazione coreana degli Hunter e, essendo ormai un grado S, tenta nuovamente il test di classificazione del grado.  |                        |                   |                        |
| 6  | 20 marzo 2017 | ISBN 979-1-17033-976-2 | —                 | —                      |
| 6  | Capitoli - Capitoli 102-119 |                        |                   |                        |
| 6  | Trama Aspettando la rielaborazione del test di grado, Jinwoo si aggrega sotto mentite spoglie ad un gruppo facente parte della gilda "Hunters" nel quale incontra per la prima volta Cha Hae-In. Dopo che il suo grado viene reso pubblico, la sua popolarità cresce e il suo nome inizia a fare il giro del mondo.                                    |                        |                   |                        |
| 7  | 24 aprile 2017 | ISBN 979-1-16140-318-2 | —                 | —                      |
| 7  | Capitoli - Capitoli 120-138 |                        |                   |                        |
| 7  | Trama Il Giappone, avendo ventuno Hunter di grado S e guardando dall'alto in basso la Corea, si offre di risolvere il problema sull'isola di Jeju dove quattro anni prima era apparso un portale di grado S tra i più pericolosi. |                        |                   |                        |
| 8  | 24 maggio 2017 | ISBN 979-1-16140-412-7 | —                 | —                      |
| 8  | Capitoli - Capitoli 139-155 |                        |                   |                        |
| 8  | Trama Completato il portale del castello demoniaco, Jinwoo ottiene una nuova chiave per un altro portale misterioso che diventerà esplorabile tra due settimane più tardi. Nel frattempo Hae-In chiede al protagonista di entrare a far parte della sua gilda e lui in risposta decide di testarla.                                                    |                        |                   |                        |
| 9  | 22 giugno 2017 | ISBN 979-1-16140-467-7 | —                 | —                      |
| 9  | Capitoli - Capitoli 156-174 |                        |                   |                        |
| 9  | Trama In seguito all'apparizione di un pericoloso portale di grado S e all'estremo indebolimento subito dal fallimento sull'isola di Jeju, il Giappone chiede aiuto ad un Hunter russo di grado S il quale, venendo eliminato, causa la rottura del portale e la fuoriuscita dei mostri che sterminano 1 milione di giapponesi.                        |                        |                   |                        |
| 10 | 20 luglio 2017 | ISBN 979-1-16140-549-0 | —                 | —                      |
| 10 | Capitoli - Capitoli 175-192 |                        |                   |                        |
| 10 | Trama I rappresentanti di ogni gilda presente nel mondo vengono invitati a partecipare all'incontro internazionale delle gilde avente luogo in America. |                        |                   |                        |
| 11 | 24 agosto 2017 | ISBN 979-1-16140-626-8 | —                 | —                      |
| 11 | Capitoli - Capitoli 193-211 |                        |                   |                        |
| 11 | Trama I Monarchi iniziano una guerra contro i Sovrani per destabilizzare il potere conferito agli Hunter. |                        |                   |                        |
| 12 | 21 settembre 2017 | ISBN 979-1-16140-693-0 | —                 | —                      |
| 12 | Capitoli - Capitoli 212-228 |                        |                   |                        |
| 12 | Trama Jinwoo ottiene finalmente tutti i poteri del Monarca delle ombre e si prepara per la battaglia finale ritagliandosi un po' di tempo per la famiglia. Nel frattempo 8 portali giganti appaiono nel cielo ed il protagonista organizza una conferenza per parlare al mondo della battaglia tra Monarchi e Sovrani.                                 |                        |                   |                        |
| 13 | 27 ottobre 2017 | ISBN 979-1-16140-827-9 | —                 | —                      |
| 13 | Capitoli - Capitoli 229-248 |                        |                   |                        |
| 13 | Trama Jinwoo passa 27 anni combattendo contro i Monarchi in un'altra dimensione spaziotemporale e, risolvendo la situazione collocata temporalmente prima dell'apparizione dei portali sulla terra, fa sì che al suo ritorno non esistano né superpoteri né Hunter.                                                                                    |                        |                   |                        |
| 14 | 18 aprile 2018 | ISBN 979-1-16268-337-8 | —                 | —                      |
| 14 | Capitoli - Capitoli 249-270 |                        |                   |                        |
| 14 | Trama Storia alternativa che si discosta dalla trama principale. |                        |                   |                        |

### Manhwa
Un adattamento manhwa della light novel disegnato da DUBU del Redice Studio, pseudonimo di Jang Sung-Rak (장성락?), è stato serializzato in formato webtoon (a scorrimento verticale e con pagine a colori) sulla piattaforma KakaoPage dal 4 marzo 2018 al 29 dicembre 2021. La pubblicazione cartacea è stata affidata alla casa editrice Kakao; il primo volume è stato pubblicato il 26 settembre 2019 e al 9 giugno 2025 ne sono stati messi in vendita in tutto quattordici.
L'edizione italiana del fumetto è stata annunciata da Star Comics durante gli Star Days del 2020; la serie viene pubblicata a partire dall'aprile 2021, con i volumi in un formato diverso rispetto all'edizione coreana. La traduzione dei testi è curata da Ilmia Calistri, mentre il lettering è realizzato da Sabrina Daviddi.
| Nº Kr | Nº It | Data di prima pubblicazione | Data di prima pubblicazione                                                 | Data di prima pubblicazione                             | Data di prima pubblicazione                                                                        |
| Nº Kr | Nº It | Coreana | Coreana                                                                     | Italiano                                                | Italiano                                                                                           |
| ----- | ----- | --- | --------------------------------------------------------------------------- | ------------------------------------------------------- | -------------------------------------------------------------------------------------------------- |
| 1     | 1-2   | 26 settembre 2019 | ISBN 979-1-18-932029-4                                                      | 21 aprile 2021 (ed. regolare & limitata) 19 maggio 2021 | ISBN 978-88-226-2240-2 (ed. regolare) ISBN 978-88-226-2364-5 (ed. limitata) ISBN 978-88-226-2305-8 |
| 1     | 1-2   | Capitoli - Prologo (프롤로그?, PeulollogeuLR) - 1. Dungeon doppio (이중던전?, IjungdeonjeonLR) - 2. I tre comandamenti (세 가지 규율?, Se gaji gyuyulLR) |                                                                             |                                                         | |
| 1     | 1-2   | Trama Jinwoo Sung è un Hunter di grado E, considerato "l'arma più debole dell'umanità" per le sue scarse capacità. Il ragazzo, infatti, ha scelto di fare l'hunter solo per sopperire alle spese mediche della madre e per mantenere la sorella minore, nonostante rischi la vita anche nei raid di livello più basso. Durante un raid di livello D, il party di Jinwoo scopre un secondo dungeon ed entra in una misteriosa sala prima della chiusura del Gate. Qui, Jinwoo intuisce che le enormi statue presenti nella stanza iniziano a uccidere tutti coloro che non rispettano le regole presenti. Reduci dal massacro, Jinwoo e altri sei hunters sono a un passo dalla salvezza, quando la paura prende il sopravvento e Jinwoo si sacrifica per permettere agli altri di uscire dal dungeon. Poco prima di morire, appare al ragazzo una schermata che gli chiede se vuole diventare "Player", e accettando Jinwoo si risveglia in una stanza d'ospedale con le ferite risanate. Nulla sembra essere cambiato, a parte queste schermate che lo mettono giornalmente alla prova con delle sfide. Per completare una di esse, Jinwoo si infila in un dungeon da quello che sembra un "red gate". |                                                                             |                                                         | |
| 2     | 3-4   | 30 gennaio 2020 | ISBN 979-1-18-932036-2                                                      | 14 luglio 2021 15 settembre 2021                        | ISBN 978-88-226-2414-7 ISBN 978-88-226-2564-9                                                      |
| 2     | 3-4   | Capitoli - 3. Quest (퀘스트?, KweseuteuLR) - 4. Battaglia contro il boss (보스전?, BoseujeonLR) - 5. Lucertole (도마뱀들?, DomabaemdeulLR) |                                                                             |                                                         | |
| 3     | 5-6   | 27 agosto 2020 | ISBN 979-1-18-932069-0                                                      | 17 novembre 2021 23 febbraio 2022                       | ISBN 978-88-226-2746-9 ISBN 978-88-226-2943-2                                                      |
| 3     | 5-6   | Capitoli - 6. Taeshik Kang, grado B (B급 강태식?, B-geub GangtaeshigLR) - 7. Raid insoliti (이상한 레이드?, Isanghan leideuLR) - 8. Quest per cambiare classe (전직 퀘스트?, Jeonjig kweseuteuLR) |                                                                             |                                                         | |
| 4     | 7-8   | 29 aprile 2021 | ISBN 979-1-19-136373-9                                                      | 25 maggio 2022 20 luglio 2022                           | ISBN 978-88-226-3056-8 ISBN 978-88-226-3272-2                                                      |
| 4     | 7-8   | Capitoli - 9. Red Gate (레드 게이트?, Ledeu geiteuLR) - 10. Assalto al castello dei demoni (악마성 공략?, Agmaseong gonglyagLR) |                                                                             |                                                         | |
| 5     | 9-10  | 7 ottobre 2021 (ed. regolare & limitata) | ISBN 979-1-16-777002-8 (ed. regolare) ISBN 979-1-16-777009-7 (ed. limitata) | 28 settembre 2022 23 novembre 2022                      | ISBN 978-88-226-3449-8 ISBN 978-88-226-3621-8                                                      |
| 5     | 9-10  | Capitoli - 11. La nuova stella della squadra di estrazione (채굴팀의 신성?, Chaegultim-ui shinseongLR) - 12. Un facchino di grado S (S급 짐꾼?, S-geub jimkkunLR) - 13. Il decimo Hunter di grado S (열 번째 S급 헌터?, Yeol beonjjae S-geub HeonteoLR) |                                                                             |                                                         | |
| 6     | 11-12 | 25 luglio 2022 (ed. regolare & limitata) | ISBN 979-1-16-777037-0 (ed. regolare) ISBN 979-1-16-777039-4 (ed. limitata) | 25 gennaio 2023 19 aprile 2023                          | ISBN 978-88-226-3840-3 ISBN 978-88-226-3900-4                                                      |
| 6     | 11-12 | Capitoli - 14. Eshil, la nobile demone (악마 귀족 에실?, Agma gwijog EshilLR) - 15. Squadra d'assalto congiunta (연합 공격대?, Yeonhab gong-gyeogdaeLR) - 16. Allenamento tra grado S (S급 대련?, S-geub daelyeonLR) - 17. Il raid dell'isola di Jeju (제주도 레이드?, Jeju do leideuLR) |                                                                             |                                                         | |
| 7     | 13-14 | 22 febbraio 2023 (ed. regolare & limitata) | ISBN 979-1-16-777070-7 (ed. regolare) ISBN 979-1-16-777071-4 (ed. limitata) | 21 giugno 2023 23 agosto 2023                           | ISBN 978-88-226-4073-4 ISBN 978-88-226-4158-8                                                      |
| 7     | 13-14 | Capitoli - 18. La regina delle formiche (개미왕?, Gaemi wangLR) - 19. Il re degli umani (인간들의 왕?, Ingandeul-ui wangLR) - 20. Beru (베르?, BereuLR) - 21. Una nuova fase (새로운 국면?, Saeroun gugmyeonLR) |                                                                             |                                                         | |
| 8     | 15-16 | 25 maggio 2023 (ed. regolare & limitata) | ISBN 979-1-16-777089-9 (ed. regolare) ISBN 979-1-16-777091-2 (ed. limitata) | 20 dicembre 2023 27 febbraio 2024                       | ISBN 978-88-226-4365-0 ISBN 978-88-226-4517-3                                                      |
| 8     | 15-16 | Capitoli - 22. La nascita della gilda Ahjin (아진 길드 설립?, Ajin Gildeu seollibLR) - 23. L'ora del massacro (살육의 시간?, Sal-yuk-ui shiganLR) - 24. Gilda di uno (1인 길드?, Hana-in GildeuLR) |                                                                             |                                                         | |
| 9     | 17-18 | 30 agosto 2023 (ed. regolare & limitata) | ISBN 979-1-16-777113-1 (ed. regolare) ISBN 979-1-16-777128-5 (ed. limitata) | 18 giugno 2024 3 settembre 2024                         | ISBN 978-88-226-4824-2 ISBN 978-88-226-5005-4                                                      |
| 9     | 17-18 | Capitoli - 25. L'architetto del Sistema (시스템 설계자?, Siseutem seolgyejaLR) - 26. Cuore nero (검은 심장?, Geom-eun simjangLR) - 27. Tragedia prevista (예정된 비극?, Yejeongdoen bigeugLR) |                                                                             |                                                         | |
| 10    | 19-20 | 18 aprile 2024 (ed. regolare & limitata) | ISBN 979-1-19-354981-0 (ed. regolare) ISBN 979-1-19-382114-5 (ed. limitata) | 29 ottobre 2024 26 novembre 2024                        | ISBN 978-88-226-5124-2 ISBN 978-88-226-5347-5                                                      |
| 10    | 19-20 | Capitoli - 28. Il re dei giganti (거인들의 왕?, Geoindeul-ui wangLR) - 29. Verso l'America (미국으로?, Migug-euloLR) - 30. Hunter di livello nazionale (국가권력급 헌터?, Guggagwonlyeoggeub heonteoLR) |                                                                             |                                                         | |
| 11    | 21-22 | 4 giugno 2024 (ed. regolare & limitata) | ISBN 979-1-19-382120-6 (ed. regolare) ISBN 979-1-19-382126-8 (ed. limitata) | 25 febbraio 2025 22 aprile 2025                         | ISBN 978-88-226-5474-8 ISBN 978-88-226-5556-1                                                      |
| 11    | 21-22 | Capitoli - 31. Sospettato S (용의자 S?, Yong-uija SLR) - 32. Monarchi (군주들?, GunjudeulLR) - 33. Seul (서울?, SeoulLR) |                                                                             |                                                         | |
| 12    | 23-24 | 29 agosto 2024 (ed. regolare & limitata) | ISBN 979-1-19-382139-8 (ed. regolare) ISBN 979-1-19-382140-4 (ed. limitata) | 24 giugno 2025 26 agosto 2025                           | ISBN 978-88-226-5657-5 ISBN 978-88-226-5848-7                                                      |
| 12    | 23-24 | Capitoli - 34. La morte del player - 35. In fondo alla morte |                                                                             |                                                         | |
| 13    | 25-26 | 28 novembre 2024 (ed. regolare & limitata) | ISBN 979-1-19-382173-2 (ed. regolare) ISBN 979-1-19-382177-0 (ed. limitata) | 28 ottobre 2025                                         | ISBN 978-88-226-6287-3                                                                             |
| 14    | 27-28 | 9 giugno 2025 (ed. regolare & limitata) | ISBN 979-1-17-382011-3 (ed. regolare) ISBN 979-1-17-382034-2 (ed. limitata) | —                                                       | —                                                                                                  |

### Serie televisive

#### Serie anime

Logo della serie

Un adattamento anime è stato annunciato all'Anime Expo 2022. È prodotto da A-1 Pictures e diretto da Shunsuke Nakashige, con Noboru Kimura che ha scritto la sceneggiatura, Tomoko Sudo che ha curato il character design e Hiroyuki Sawano ha composto la colonna sonora. Inizialmente previsto per il 2023, è stato successivamente posticipato. La serie è stata trasmessa in Giappone dal 6 gennaio al 30 marzo 2024 su Tokyo MX e altre reti. Crunchyroll ha trasmesso la serie in simulcast in versione sottotitolata in Nord America, America Centrale, Sud America, Europa, Africa, Oceania, Medio Oriente, CSI e l’India. Medialink ha concesso la licenzia la serie nel sud-est asiatico e in Oceania (eccetto Australia e Nuova Zelanda). I primi episodi sono stati proiettati in anteprima il 10 dicembre 2023 a Tokyo, Seul, Los Angeles, India ed Europa. La sigla d'apertura è LEveL di Sawano e dei Tomorrow X Together mentre quella di chiusura è Request di Krage. Crunchyroll ha annunciato un doppiaggio italiano della serie il 13 dicembre 2023 il quale viene pubblicato a partire dal 20 gennaio 2024. Il doppiaggio italiano è stato curato dalla VSI Italia sotto la direzione di Gianluca Crisafi. L'adattamento dei dialoghi dell'edizione italiana è stato effettuato da Anania Amoroso.
Al termine della prima stagione, è stata annunciata la seconda, intitolata Arise from the Shadow che è andata in onda dal 4 gennaio al 29 marzo 2025. La sigla d'apertura è Reawaker di LiSA (feat. Felix degli Stray Kids), mentre quella di chiusura è Un-Apex di TK from Ling Tosite Sigure. Un film compilation, intitolato ReAwakening, è stato proiettato insieme ai primi due episodi della seconda stagione in Giappone dal 29 novembre al 12 dicembre 2024. Crunchyroll ha acquisito i diritti nordamericani e internazionali per il film compilation, che è stato proiettato negli Stati Uniti e in Canada dal 6 dicembre 2024. In Italia il film è stato proiettato dal 2 al 4 dicembre 2024.

#### Serie live-action
Una serie televisiva live-action è in fase di sviluppo.

### Videogiochi
Nel gennaio 2022 Netmarble ha annunciato lo sviluppo di un videogioco di ruolo basato sulla serie chiamato Solo Leveling: Arise.